# Ancienville
Ancienville est une commune française située dans le département de l'Aisne en région Hauts-de-France.

## Géographie

### Communes limitrophes
|            | Chouy           |       |
| Faverolles | Ancienville     | Chouy |
|            | Noroy-sur-Ourcq |       |

### Hydrographie
La commune est située dans le bassin Seine-Normandie. Elle est drainée par la Savières, le ru du Flottage, divers bras de la Savières,,.
La Savières, d'une longueur de 18 km, prend sa source dans la commune de Parcy-et-Tigny et se jette  dans l'Ourcq à Troësnes, après avoir traversé 13 communes.

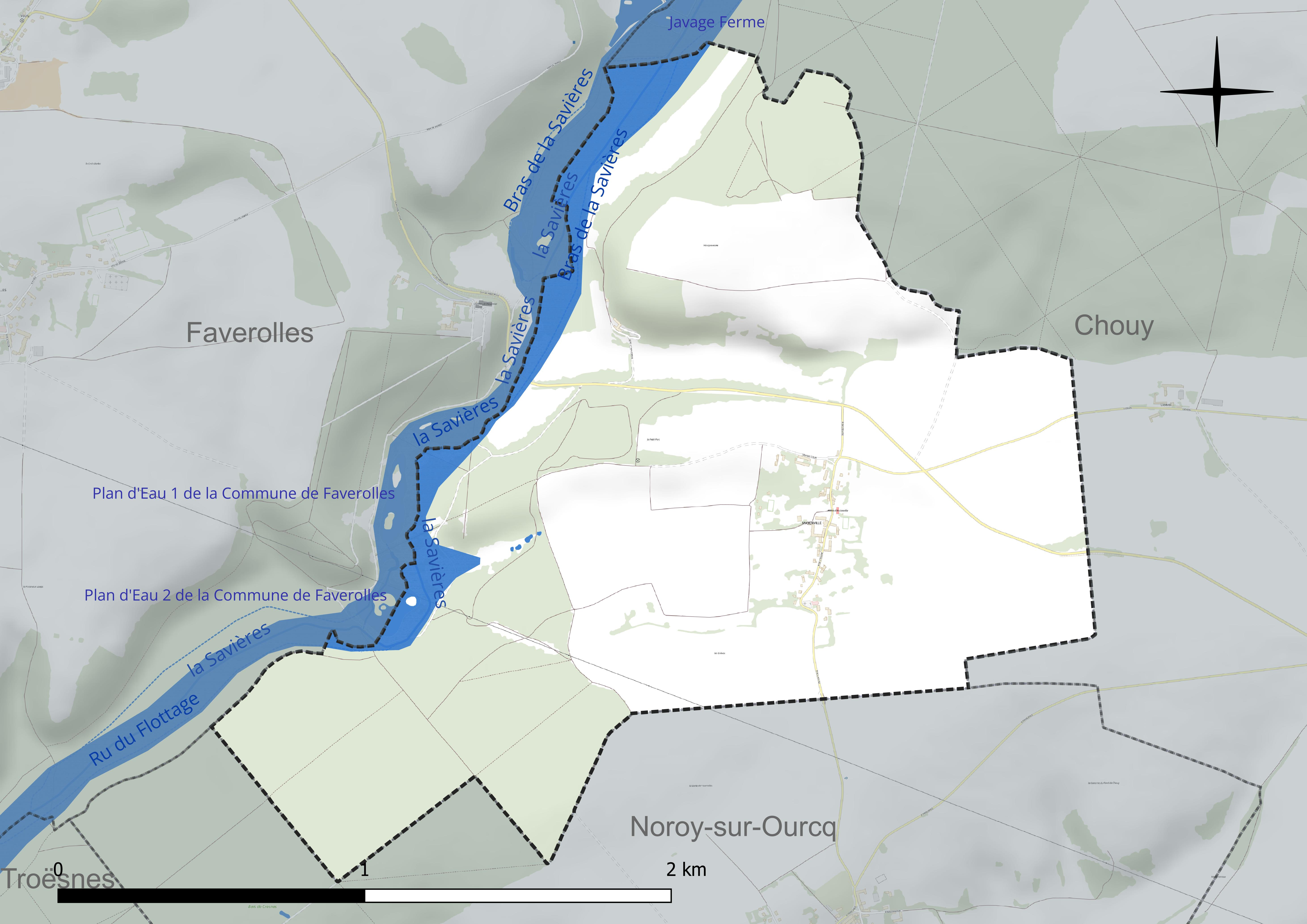
Réseau hydrographique d'Ancienville.

Un plan d'eau complète le réseau hydrographique : le plan d'eau 2 de la commune de Faverolles, d'une superficie totale de 2,1 ha (0,7 ha sur la commune),.

### Climat
Pour des articles plus généraux, voir Climat des Hauts-de-France et Climat de l'Aisne.
En 2010, le climat de la commune est de type climat océanique dégradé des plaines du Centre et du Nord, selon une étude du CNRS s'appuyant sur une série de données couvrant la période 1971-2000. En 2020, Météo-France publie une typologie des climats de la France métropolitaine dans laquelle la commune est exposée à un climat océanique altéré et est dans la région climatique Nord-est du bassin Parisien, caractérisée par un ensoleillement médiocre, une pluviométrie moyenne régulièrement répartie au cours de l'année et un hiver froid (3 °C).
Pour la période 1971-2000, la température annuelle moyenne est de 10,4 °C, avec  une amplitude thermique annuelle de 15,2 °C. Le cumul annuel moyen de précipitations est de 731 mm, avec 11,7 jours de précipitations en janvier et 8,8 jours en juillet. Pour la période 1991-2020 la température moyenne annuelle observée sur la station météorologique la plus proche, située sur la commune de Blesmes à 26 km à vol d'oiseau, est de 10,6 °C et le cumul annuel moyen de précipitations est de 713,0 mm,. Pour l'avenir, les paramètres climatiques de la commune estimés pour 2050 selon différents scénarios d'émission de gaz à effet de serre sont consultables sur un site dédié publié par Météo-France en novembre 2022.

## Urbanisme

### Typologie
Au 1er janvier 2024, Ancienville est catégorisée commune rurale à habitat dispersé, selon la nouvelle grille communale de densité à 7 niveaux définie par l'Insee en 2022.
Elle est située hors unité urbaine. Par ailleurs la commune fait partie de l'aire d'attraction de Paris, dont elle est une commune de la couronne,.

### Occupation des sols
L'occupation des sols de la commune, telle qu'elle ressort de la base de données européenne d'occupation biophysique des sols Corine Land Cover (CLC), est marquée par l'importance des territoires agricoles (61,3 % en 2018), une proportion identique à celle de 1990 (61,3 %). La répartition détaillée en 2018 est la suivante : 
terres arables (45,4 %), forêts (38,7 %), prairies (8,8 %), zones agricoles hétérogènes (7,1 %).
L'évolution de l'occupation des sols de la commune et de ses infrastructures peut être observée sur les différentes représentations cartographiques du territoire : la carte de Cassini (XVIIIe siècle), la carte d'état-major (1820-1866) et les cartes ou photos aériennes de l'IGN pour la période actuelle (1950 à aujourd'hui).

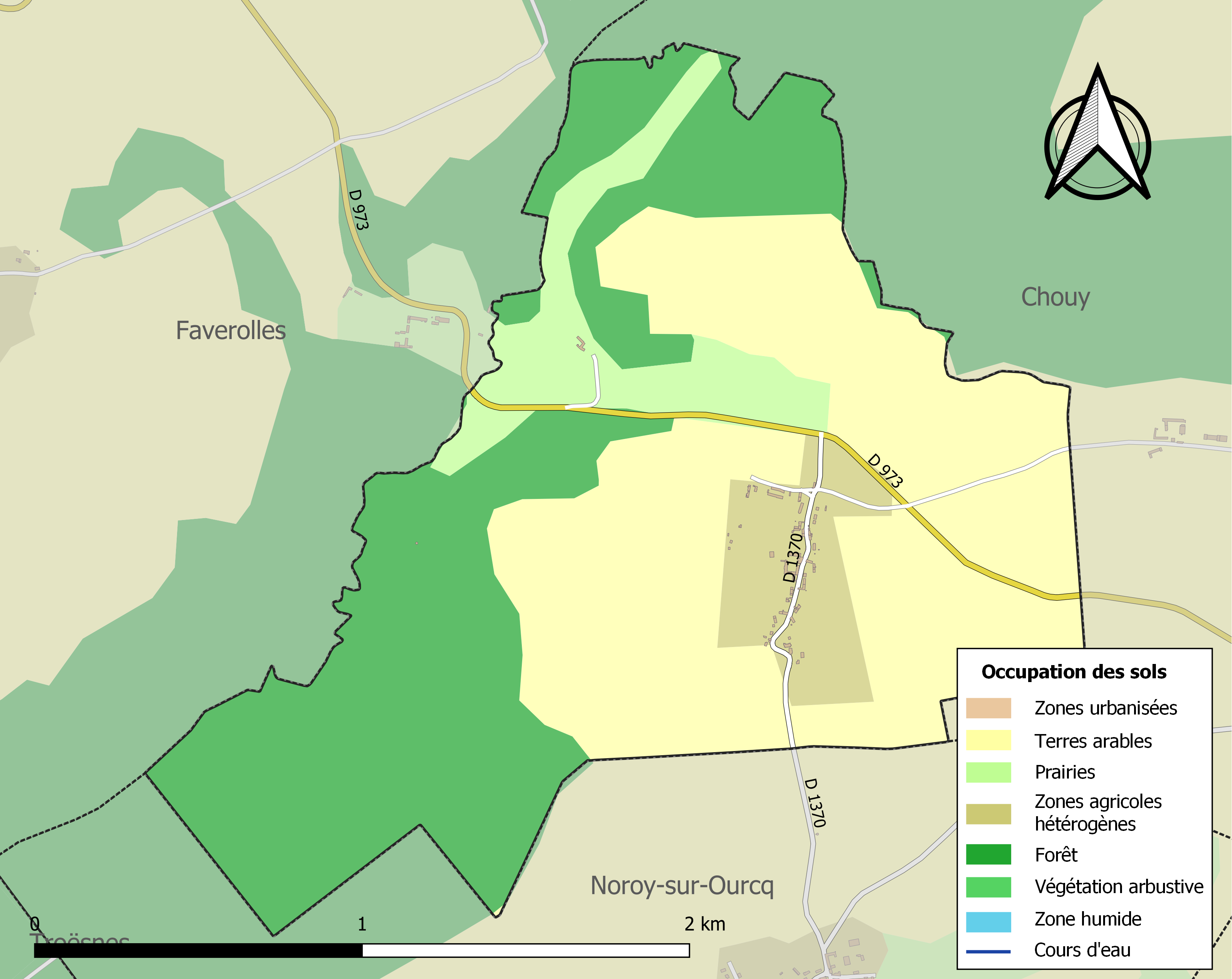
Carte des infrastructures et de l'occupation des sols de la commune en 2018 (CLC).

## Toponymie

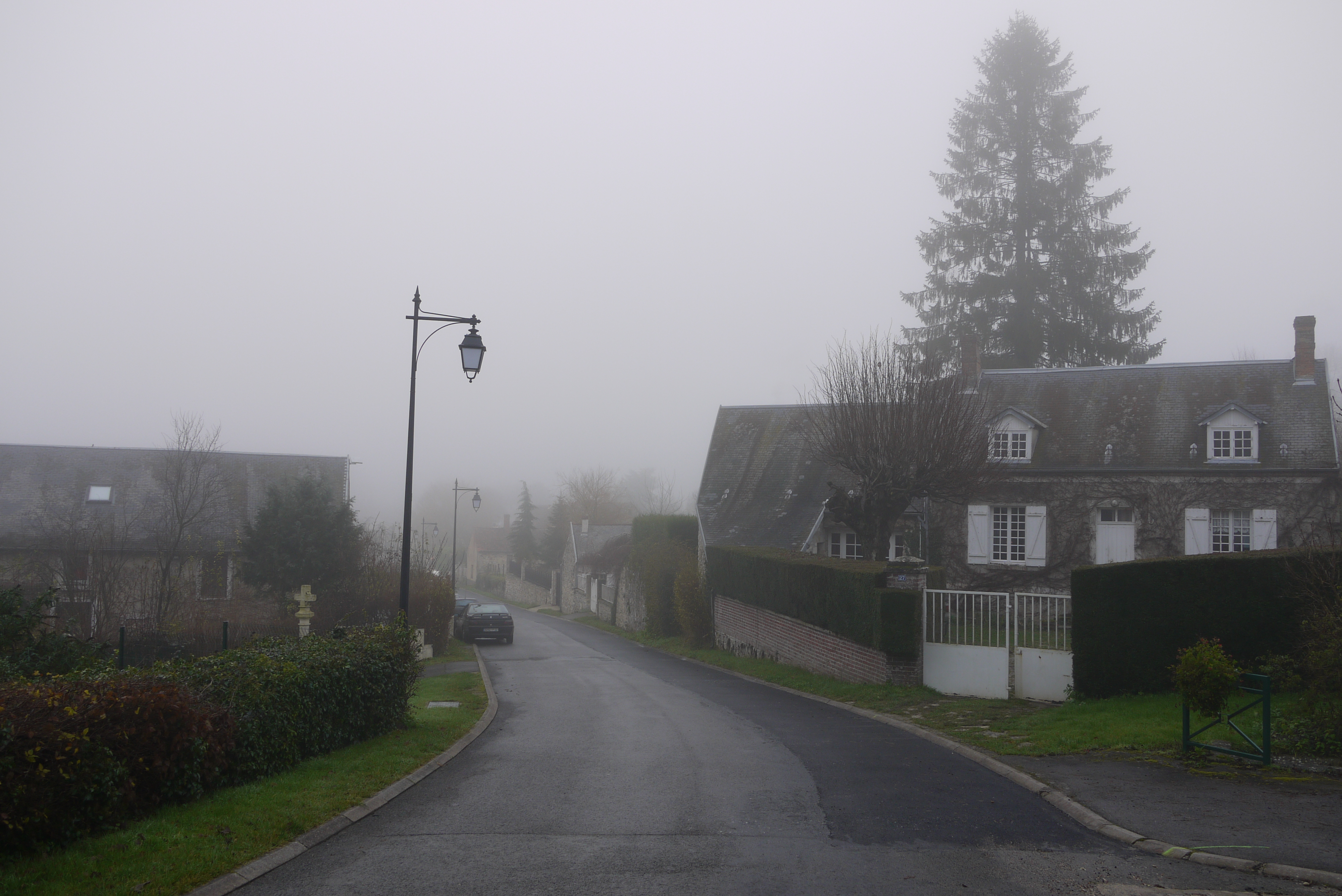
Ancienville, un jour de brouillard.

Le nom de la localité est attesté sous les formes Uncivilla en 1110, Ancienvilla et Antiqua villa en 1210.
Ce toponyme correspond à un domaine rural, d'un certain Hunichin, devant être plus ancien que les autres de la région immédiate.

## Histoire
Après la famille féodale d'Ancienville, le fief fut le bien des Du Prat du XVIe siècle jusqu'à la Révolution.
Par arrêté préfectoral du 20 décembre 2016, la commune est détachée le 1er janvier 2017 de l'arrondissement de Château-Thierry pour intégrer l'arrondissement de Soissons.

## Politique et administration

### Découpage territorial
La commune d'Ancienville est membre de la communauté de communes Retz-en-Valois, un établissement public de coopération intercommunale (EPCI) à fiscalité propre créé le 1er janvier 2017 dont le siège est à Villers-Cotterêts. Ce dernier est par ailleurs membre d'autres groupements intercommunaux.
Sur le plan administratif, elle est rattachée à l'arrondissement de Soissons, au département de l'Aisne et à la région Hauts-de-France. Sur le plan électoral, elle dépend du  canton de Villers-Cotterêts pour l'élection des conseillers départementaux, depuis le redécoupage cantonal de 2014 entré en vigueur en 2015, et de la cinquième circonscription de l'Aisne  pour les élections législatives, depuis le dernier découpage électoral de 2010.

### Administration municipale
Le nombre d'habitants de la commune étant inférieur à 100, le nombre de membres du conseil municipal est de 7.

### Liste des maires
| Période                                  | Période                   | Identité       | Étiquette | Qualité                                  |
| ---------------------------------------- | ------------------------- | -------------- | --------- | ---------------------------------------- |
| Les données manquantes sont à compléter. |                           |                |           |                                          |
| avant 1988                               | ?                         | Maurice Catte  |           |                                          |
| mars 1989                                | En cours (au 27 mai 2020) | Alain Desboves | DVG       | Retraité Réélu pour le mandat 2020-2026, |

## Démographie
L'évolution du nombre d'habitants est connue à travers les recensements de la population effectués dans la commune depuis 1793. Pour les communes de moins de 10 000 habitants, une enquête de recensement portant sur toute la population est réalisée tous les cinq ans, les populations de référence des années intermédiaires étant quant à elles estimées par interpolation ou extrapolation. Pour la commune, le premier recensement exhaustif entrant dans le cadre du nouveau dispositif a été réalisé en 2006.

En 2022, la commune comptait 78 habitants, en évolution de +2,63 % par rapport à 2016 (Aisne : −1,97 %, France hors Mayotte : +2,11 %).
| 1793 | 1800 | 1806 | 1821 | 1831 | 1836 | 1841 | 1846 | 1851 |
| ---- | ---- | ---- | ---- | ---- | ---- | ---- | ---- | ---- |
| 150  | 146  | 158  | 194  | 185  | 164  | 174  | 157  | 180  |

| 1856 | 1861 | 1866 | 1872 | 1876 | 1881 | 1886 | 1891 | 1896 |
| ---- | ---- | ---- | ---- | ---- | ---- | ---- | ---- | ---- |
| 165  | 163  | 164  | 150  | 149  | 123  | 150  | 150  | 148  |

| 1901 | 1906 | 1911 | 1921 | 1926 | 1931 | 1936 | 1946 | 1954 |
| ---- | ---- | ---- | ---- | ---- | ---- | ---- | ---- | ---- |
| 134  | 137  | 108  | 94   | 133  | 82   | 88   | 99   | 93   |

| 1962 | 1968 | 1975 | 1982 | 1990 | 1999 | 2006 | 2011 | 2016 |
| ---- | ---- | ---- | ---- | ---- | ---- | ---- | ---- | ---- |
| 79   | 60   | 46   | 32   | 34   | 78   | 65   | 77   | 76   |

| 2021 | 2022 | - | - | - | - | - | - | - |
| ---- | ---- | - | - | - | - | - | - | - |
| 76   | 78   | - | - | - | - | - | - | - |

## Culture locale et patrimoine

### Lieux et monuments
- Église Saint-Médard d'Ancienville.
- La croix monumentale située près de l'église est classée au registre des monuments historiques depuis le 15 juin 1927.

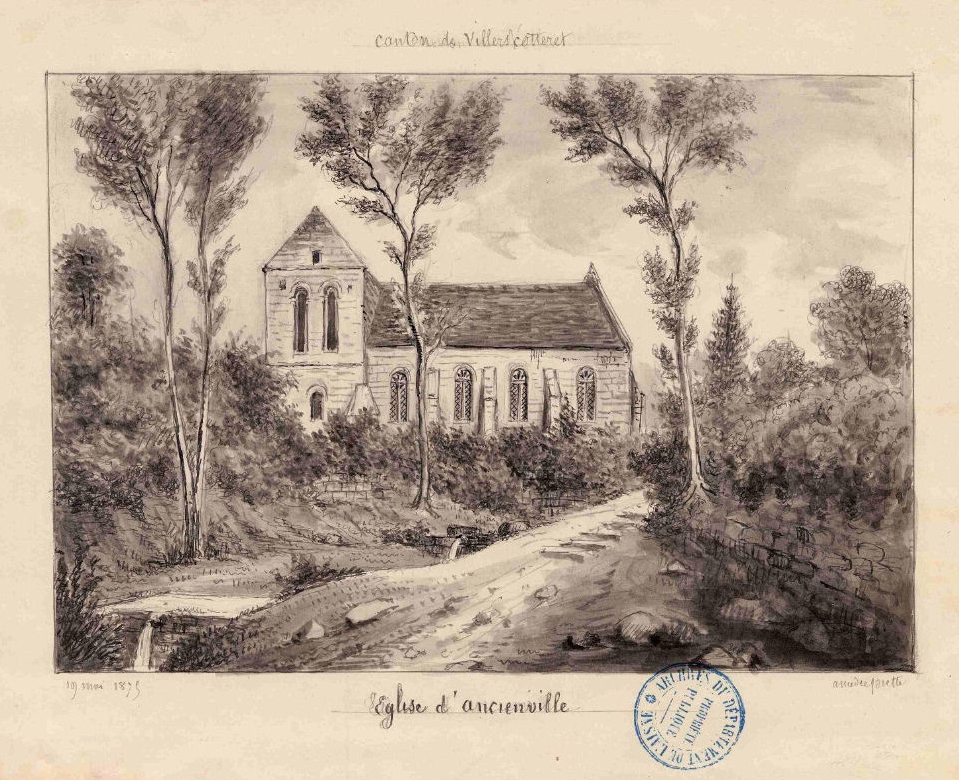
Dessin de l'église en 1875 par Amédée Piette (1808-1883).
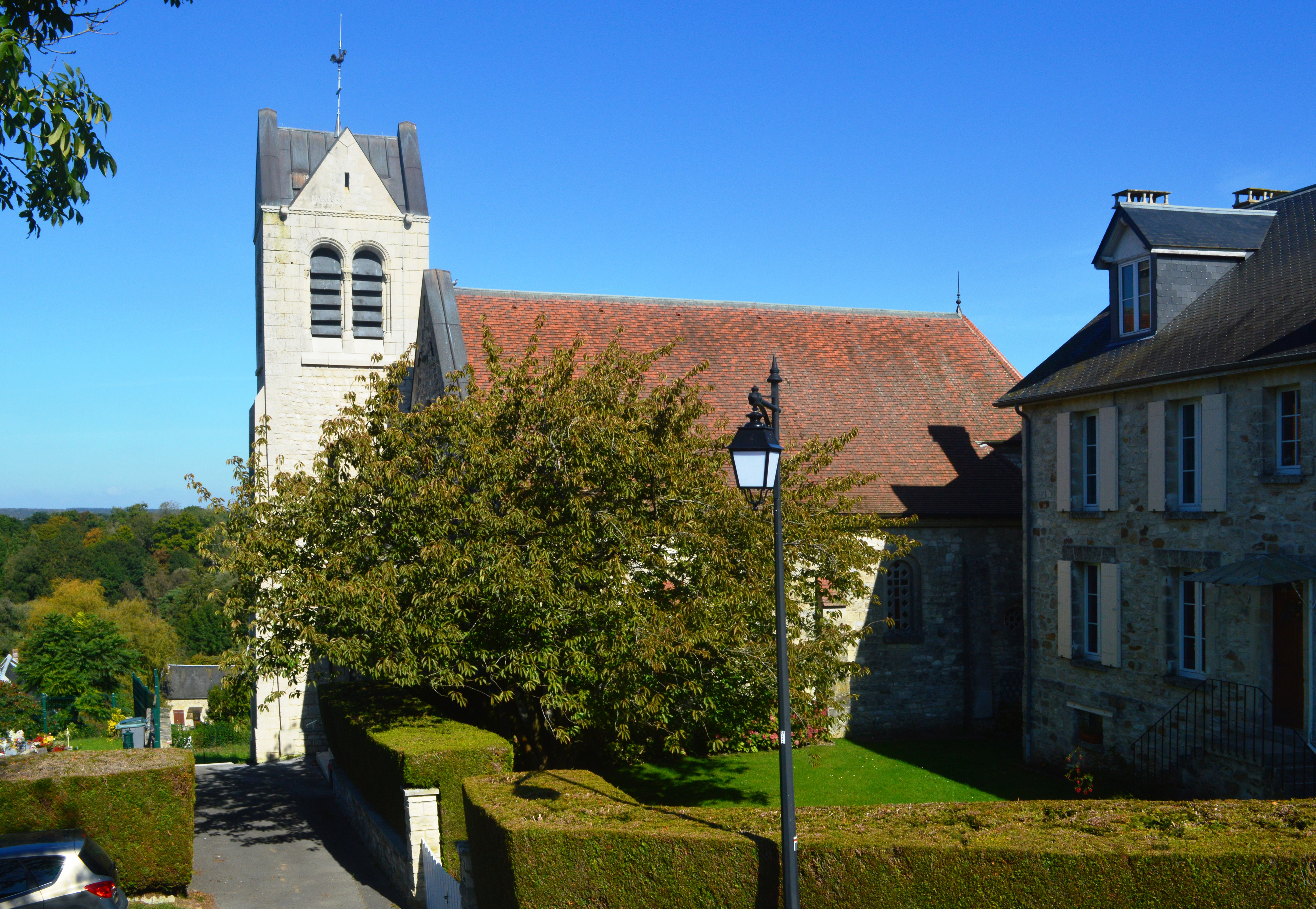
Église Saint-Médard.

### Personnalités liées à la commune
- Charles Joseph Patissier de Bussy-Castelnau, marquis de Bussy-Castelnau : compagnie des Indes, Dupleix.

## Pour approfondir